# Fire-Engine Lil
Fire-Engine Lil ist ein Bilderbuch der australischen Autorin Janet McLean, das 1989 mit den Illustrationen von Andrew McLean beim australischen Zweig des Verlags Allen & Unwin veröffentlicht wurde.

## Inhalt
Das Feuerwehrauto Lil hat bereits viele Jahre auf dem Buckel. Mehrere hunderte Brände hat sie bisher schon gelöscht. Doch seit einiger Zeit kommt sie nur noch selten zum Einsatz: Wenn es wo brennt, rücken stets die neueren, modernen Feuerwehrautos aus. Eines heißen Sommermorgens, als alle anderen Fahrzeuge bereits im Einsatz sind, kann Lil zeigen, dass sie nach wie vor nützlich ist. Zusammen mit den beiden Feuerwehrleuten Bob und Bill wird sie zu einem Brand auf der Brown-Farm gerufen.
Mit Vollgas, Blaulicht und Sirene macht sich Lil auf den Weg. Als eine große Schafherde plötzlich den Weg versperrt, fackelt Lil nicht lange, sondern fährt querfeldein über eine Böschung und durch einen Fluss zum Brandort. Das alte Feuerwehrauto meistert diese äußerst holprige Herausforderung bravourös. Nun gilt es, mit vollem Elan zu pumpen, um das Buschfeuer zu löschen. Der Wind facht dieses allerdings aufs neue an und es besteht sogar die Gefahr, dass die Flammen auf das Farmhaus übergreifen. Lil muss noch einmal über sich hinauswachsen. Auch wenn Lil nicht mehr die Jüngste ist, gibt sie nicht auf und der Brand kann durch ihren unermüdlichen Einsatz schließlich gelöscht werden, ohne dass das Gebäude oder die Bauernhoftiere zu Schaden gekommen sind. Lil ist erleichtert und überglücklich!

## Rezeption
Ann James schreibt in ihrer Buchrezension: „Fire-Engine Lil (‚Feuerwehrauto Lil‘) ist ein Buch, wie es kleine Kinder lieben […] Andrew and Janet McLeans bezauberndes Buch enthält starke Figuren, ein Gespür für Dramatik und einen realistischen Hintergrund – ein Werk wahrer Geschichtenerzähler.“ Die Autorin Manu Balin schreibt über das Buch: „Eine der wichtigsten Lektionen von Fire-Engine Lil ist, wie wichtig es ist, seine Träume zu verfolgen, egal wie unkonventionell sie auch erscheinen mögen. Das Buch streicht außerdem den Wert von harter Arbeit, Hingabe und Beharrlichkeit hervor, um seine Ziele zu erreichen.“

## Referenzen
Fire-Engine Lil ist in dem literarischen Nachschlagewerk 1001 Kinder- und Jugendbücher – Lies uns, bevor Du erwachsen bist! für die Altersstufe 3+ Jahre enthalten.

## Ausgaben
- Fire-Engine Lil. Allen & Unwin, Australien 1989 (englisch).